# Duální ekonomika
Duální ekonomika je existence dvou oddělených ekonomických sektorů v rámci jedné země, rozdělené různými úrovněmi vývoje, technologií a různých vzorků poptávky. Zakladatelem konceptu duální ekonomika je Julius Herman Boeke, který jím charakterizoval koexistenci moderních a tradičních ekonomických sektorů v koloniální ekonomice.
Duální ekonomiky jsou časté v méně rozvinutých zemích, kde je jedno odvětví zaměřeno na místní potřeby a druhé na globální exportní trh. Duální ekonomiky mohou existovat v rámci téhož odvětví, např. moderní plantáže nebo jiný komerční zemědělský subjekt, působící uprostřed tradičních systémů hospodaření. Sir Arthur Lewis použil koncept duální ekonomiky jako základ své teorie nabídky pracovní síly migrací z venkovských do městských oblastí. Rozlišoval mezi venkovským nízkopříjmovým sektorem se subsistenčním hospodařením a s přebytkem obyvatelstva a rozšiřujícím se městským kapitalistickým sektorem. Městská ekonomika přijímá pracovní sílu z venkovských oblastí (která udržuje ve městě nízké mzdy) až do vyčerpání venkovského přebytku.
Porovnání odvětvového růstu v Pobřeží slonoviny, Ghaně a Zimbabwe od roku 1965, uskutečněné Světovou bankou, poskytlo důkazy proti základnímu modelu duální ekonomiky. Výzkum zjistil, že i mezi růstem průmyslu a růstem zemědělství existuje pozitivní vazba. Autoři tvrdí, že pro dosažení maximálního hospodářského růstu by se politici měli soustředit na zemědělství a služby stejně jako na rozvoj průmyslu.